# Frowine Leyh-Griesser
Frowine Leyh-Griesser (* 23. Dezember 1927 in Tübingen; † 7. November 2009 ebenda) war eine deutsche Ärztin und Hochschullehrerin.

## Leben und Wirken
Frowine Leyh wurde am 23. Dezember 1927 in Tübingen als jüngste Tochter des damaligen Direktors der Universitätsbibliothek Tübingen, Georg Leyh (1877–1968), geboren. Nach dem Schulbesuch in Tübingen studierte sie an der Eberhard Karls Universität Tübingen Medizin und promovierte 1956 zum Dr. med. 1970 habilitierte sie sich an der Medizinischen Hochschule Lübeck und lehrte dort (seit 1973 als Professorin) bis zu ihrem Ruhestand 1987. Im Jahre 1971 wurde sie Leitende Oberärztin an der dortigen Klinik für Dermatologie, die sie in den Jahren von 1973 bis 1974 und von 1979 bis 1980 kommissarisch leitete. Außerdem war sie von 1981 bis 1987 Leiterin der staatlichen Krankenpflegeschule Lübeck.
Ihre Hauptforschungsgebiete waren Haut- und Geschlechtskrankheiten. Außerdem beschäftigte sie sich mit literaturwissenschaftlichen Themen.
Frowine Leyh-Griesser war mit dem Kieler Mediziner Gerhard Griesser (1918–2001) verheiratet.

## Schriften (Auswahl)
- Beziehungen zwischen Kohlehydratstoffwechsel und Funktion isolierter Darmabschnitte. Dissertation Universität Tübingen 1956.
- Der Wandel im Arbeitsprozeß und seine Auswirkungen auf beruflich bedingte Hauterkrankungen. Habilitationsschrift Medizinische Hochschule Lübeck 1970.
- Geschlechtskrankheiten. Goldmann, München 1972, ISBN 3-442-50026-5.
- (Mitautorin): Semiotik und Medizin. In: Zeitschrift für Semiotik, Bd. 6 (1984), S. 3–58.
- Thomas Mann als Dermatologe im "Zauberberg". In: Dietrich von Engelhardt (Hrsg.): "Der Zauberberg" und die Welt der Wissenschaften in Thomas Manns Roman. Schattauer, Stuttgart 2003, S. 28–33, ISBN 3-7945-2281-8
- Dermatologisch-venerologische Schriften 1959-2003. Monumenta Asservanda, Lübeck 2004.
- Krankheitszeichen. Deutung und Bedeutung im Romanwerk von Thomas Mann. In: Thomas Sprecher (Hrsg.): "Was war das Leben? Man wußte es nicht". Thomas Mann und die Wissenschaften vom Menschen (= Thomas-Mann-Studien, Bd. 39). Klostermann, Frankfurt/M. 2008, S. 69–89, ISBN 978-3-465-03553-4
- Erinnerungen an meine Kindheit und Jugend. Selbstverlag, Tübingen 2009.